# Meridiano 24 W
O meridiano 24 W é um meridiano que, partindo do Polo Norte, atravessa o Oceano Ártico, Gronelândia, Islândia, Oceano Atlântico, Oceano Antártico, Antártida e chega ao Polo Sul. Forma um círculo máximo com o Meridiano 156 E.
Começando no Polo Norte, o meridiano 24º Oeste tem os seguintes cruzamentos:
| País, território ou mar            | Notas |
| ---------------------------------- | --- |
| Oceano Ártico                      | |
| Gronelândia                        | Península da Terra de Peary |
| Fiorde Independence e Fiorde Hagen | |
| Gronelândia                        | |
| Fiorde Kejser Franz Joseph         | |
| Gronelândia                        | Ilha Ymer, Ilha da Sociedade de Geografia e Ilha Traill                                                                                  |
| Fiorde do Rei Óscar                | |
| Gronelândia                        | Península da Terra de Jameson |
| Scoresby Sund                      | |
| Gronelândia                        | |
| Oceano Atlântico                   | Mar da Gronelândia |
| Islândia                           | Região de Vestfirðir |
| Breiðafjörður                      | |
| Islândia                           | Península de Snæfellsnes |
| Oceano Atlântico                   | Passa a leste da Ilha de São Nicolau, Cabo Verde Passa a oeste da Ilha de Santiago, Cabo Verde Passa a leste da Ilha do Fogo, Cabo Verde |
| Oceano Antártico                   | |
| Antártida                          | Território Antártico Britânico, reivindicado pelo Reino Unido                                                                            |
| Mar de Weddell                     | |
| Antártida                          | Território Antártico Britânico, reivindicado pelo Reino Unido                                                                            |